# Heinrich Rehbein (Chronist)
Heinrich Rehbein (auch Hinrich; † 9. August 1629 in Lübeck) war ein deutscher Chronist.

## Leben
Über Rehbeins Leben und Person ist kaum etwas bekannt. Aus Eintragungen in den Wochenbüchern der Marienkirche geht hervor, dass er der Sohn des Lübecker Bürgers und Ältermannes der Schonenfahrer Thomas Rehbein war, der Anfang Juli 1585 verstarb. Als Kaufmann war er im Handel mit Antwerpen tätig. Heinrich Rehbeins Bruder Thomas war am 11. April 1573 zum städtischen Protonotar erwählt worden, am 25. Januar 1593 dann zum Ratsherrn und starb am 2. Mai 1610. Ferner wird der Tod seiner Mutter im April 1585 erwähnt. Die letzte Eintragung befasst sich mit Heinrich Rehbeins eigenem Begräbnis im Jahre 1629. Darüber hinaus sind keine biographischen Informationen vorhanden.

## DieLübecker Chronik
Nach seinem eigenhändig verfassten Vorwort zur Lübecker Chronik traf Rehbein 1568 den Entschluss, ein Geschichtswerk zu schreiben, das nicht nur eine Ratslinie sein, sondern sämtliche bedeutsamen Ereignisse der Vergangenheit Lübecks festhalten sollte. In den nachfolgenden 50 Jahren füllte Rehbein insgesamt 12 Bände mit zusammen 904 Seiten mit seinen Aufzeichnungen; die letzten Eintragungen beziehen sich auf das Jahr 1619, aber auch danach nahm Rehbein weiterhin Nachträge und Ergänzungen vor. Die letzte Hinzufügung vom Juli 1629 ist ein beigeheftetes Blatt, mit dem er seine Chronik um Angaben aus dem Werk Hans Regkmanns erweiterte. Somit hat Heinrich Rehbein an seiner Chronik insgesamt 60 Jahre lang gearbeitet, bis einen Monat vor seinem Tod.
Rehbein maß der Illustration seiner Chronik große Bedeutung zu: Er ließ in seinem Manuskript von Anfang an Platz für Bilder. In den ersten Bänden finden sich fast durchgehend Bilder, die er bei verschiedenen Künstlern in Auftrag gegeben und dann an den entsprechenden Stellen eingeklebt hatte. In den späteren Bänden sind diese Lücken nicht mehr gefüllt; es ist nicht bekannt, warum Rehbein keine Illustrationen mehr anfertigen ließ. Er versuchte jedoch, gekaufte Holzschnitte als Ersatz für die fehlenden Bilder einzufügen.
Die von Rehbein in Auftrag gegebenen Illustrationen zeichnen sich durch einen bemerkenswerten Mangel an historischer Perspektive aus; so etwa ist Lübeck selbst zu frühesten Zeiten immer so dargestellt, wie es sich dem Betrachter zur Zeit Rehbeins darbot und auch die Heere des 12. Jahrhunderts treten in Kleidung und Bewaffnung wie Armeen des 16. Jahrhunderts auf, mit Arkebusen und Feldschlangen.
Inhaltlich weiß Rehbein nicht klar zwischen Geschichte und Sage zu trennen. Fakten und Fiktion vermischen sich bei ihm, weshalb seine Chronik nach heutigem Verständnis nicht als reines Geschichtswerk zu betrachten ist und seine Angaben mit Vorsicht zur Kenntnis genommen werden müssen. Dafür allerdings überliefert er einen reichen Fundus alter Lübecker Sagen, die ohne ihn vergessen wären, was seinem Werk auf diesem Gebiet besonderen Wert verleiht.

### Überlieferung
Das originale Manuskript kam im 19. Jahrhundert in den Besitz der Gesellschaft zur Beförderung gemeinnütziger Tätigkeit und wurde von ihr 1899 der Lübecker Stadtbibliothek als Depositum anvertraut. Hier befindet es sich heute in der Handschriftensammlung. Es wurde 2001/2002 mit Mitteln der nach Ferdinand Heinrich Grautoff benannten Grautoff-Stiftung restauriert.
Schon im 18. Jahrhundert wurde eine Abschrift (ohne Abbildungen) angefertigt, die mit der Scharbauschen Bibliothek in die Stadtbibliothek kam und 2018 digitalisiert wurde
Das Archiv der Hansestadt Lübeck besitzt eine von Hermann Schröder (1798–1856) angefertigte Abschrift, die jedoch wegen Wasserschadens und Pilzbefalls nicht mehr zugänglich ist.~

## Illustrationen aus derLübecker Chronik

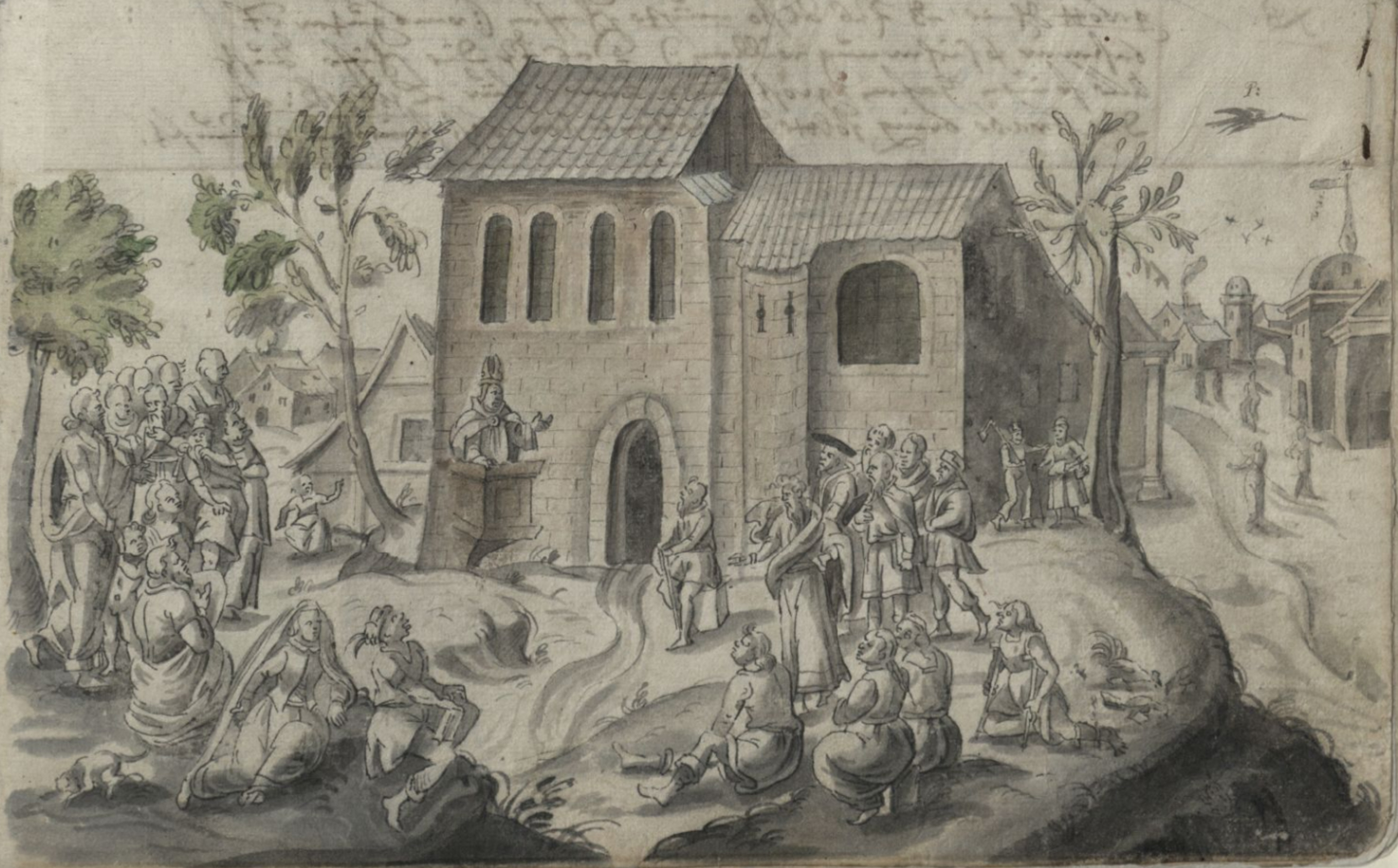
Bischof Gerold predigt vor der Kirche St. Johann auf dem Sande
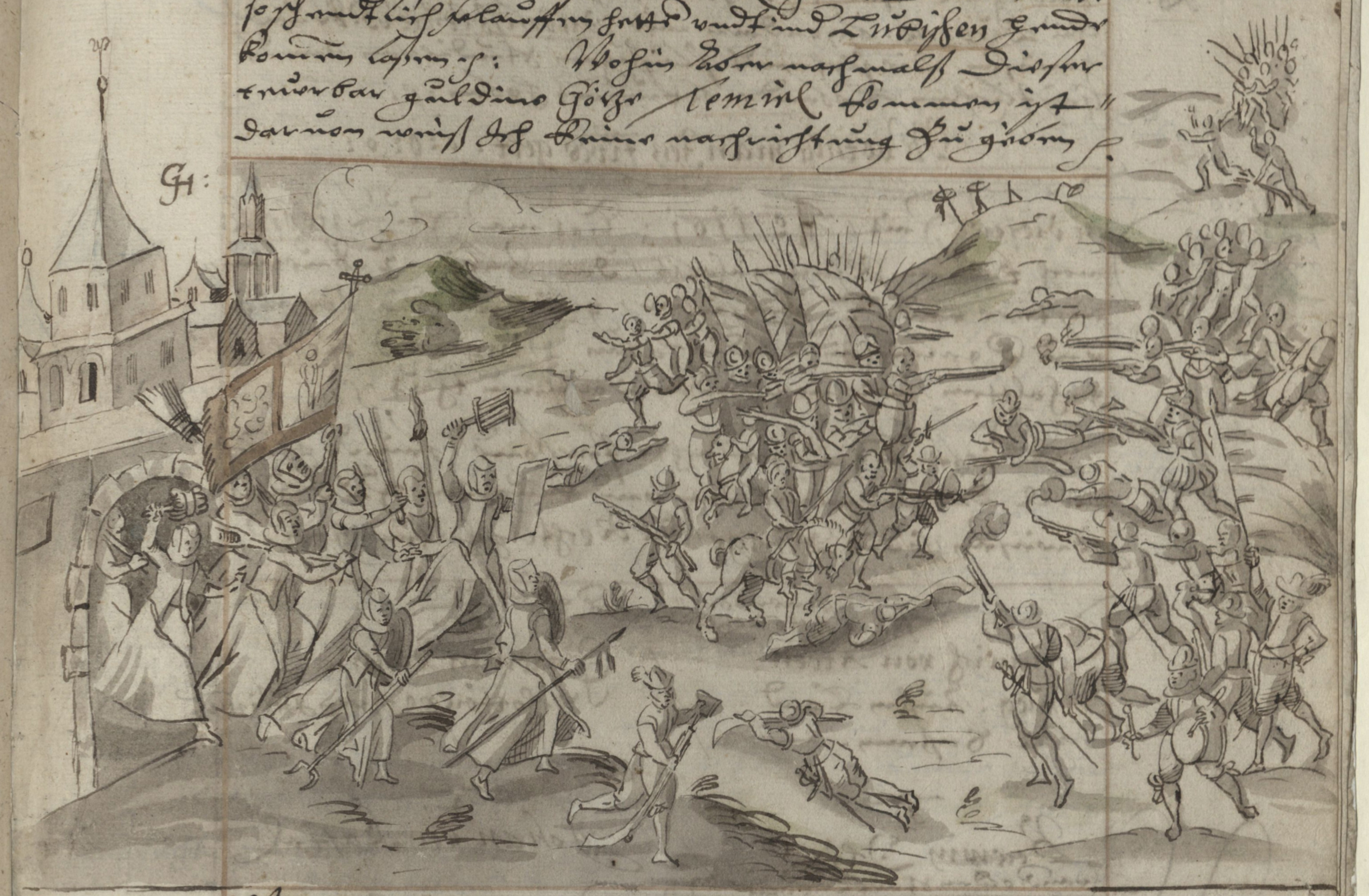
Niklots Angriff auf Lübeck (sogenannte Schlacht bei der Neilad), 1147
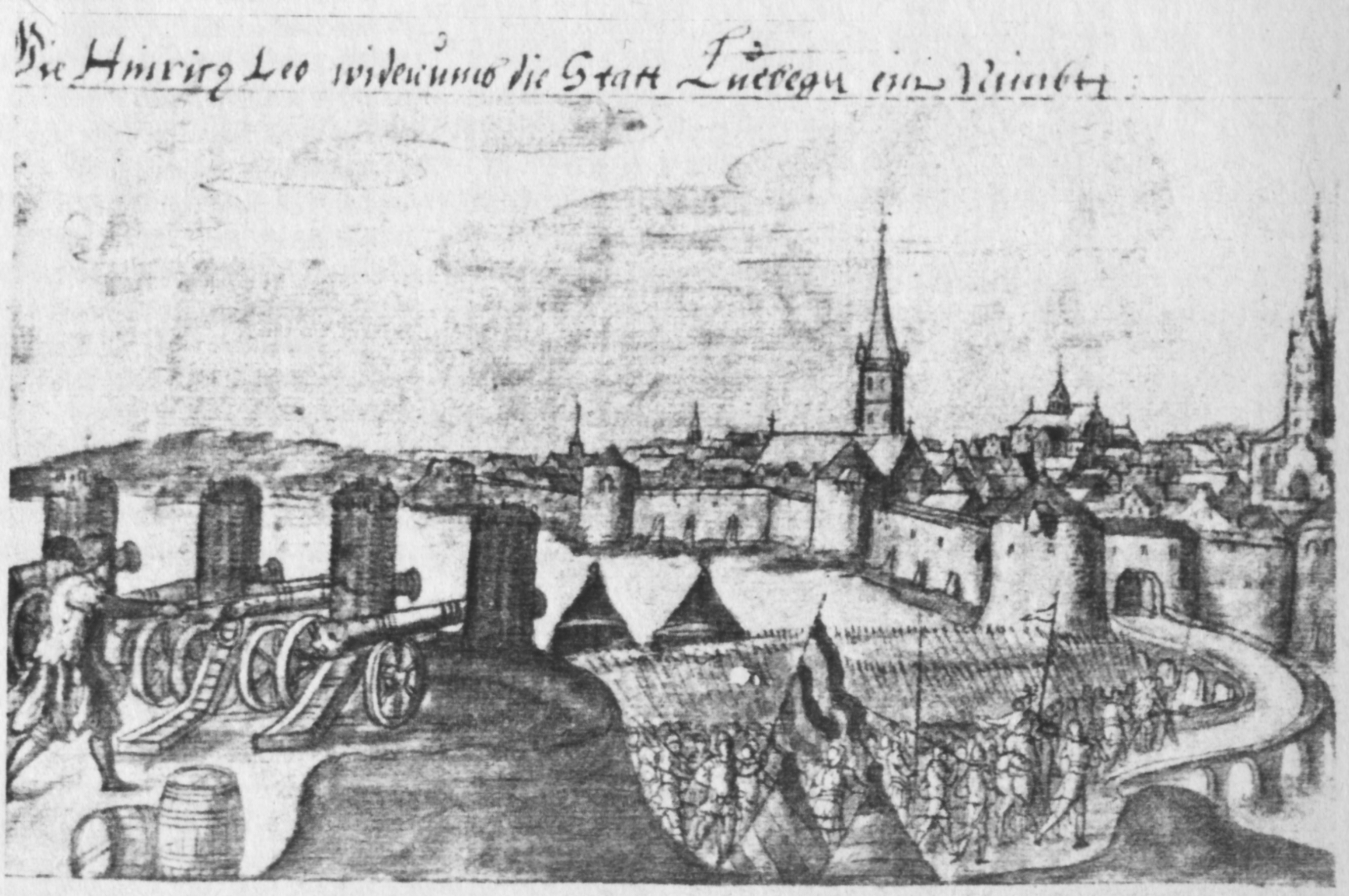
Heinrich der Löwe zieht in Lübeck ein, 1158
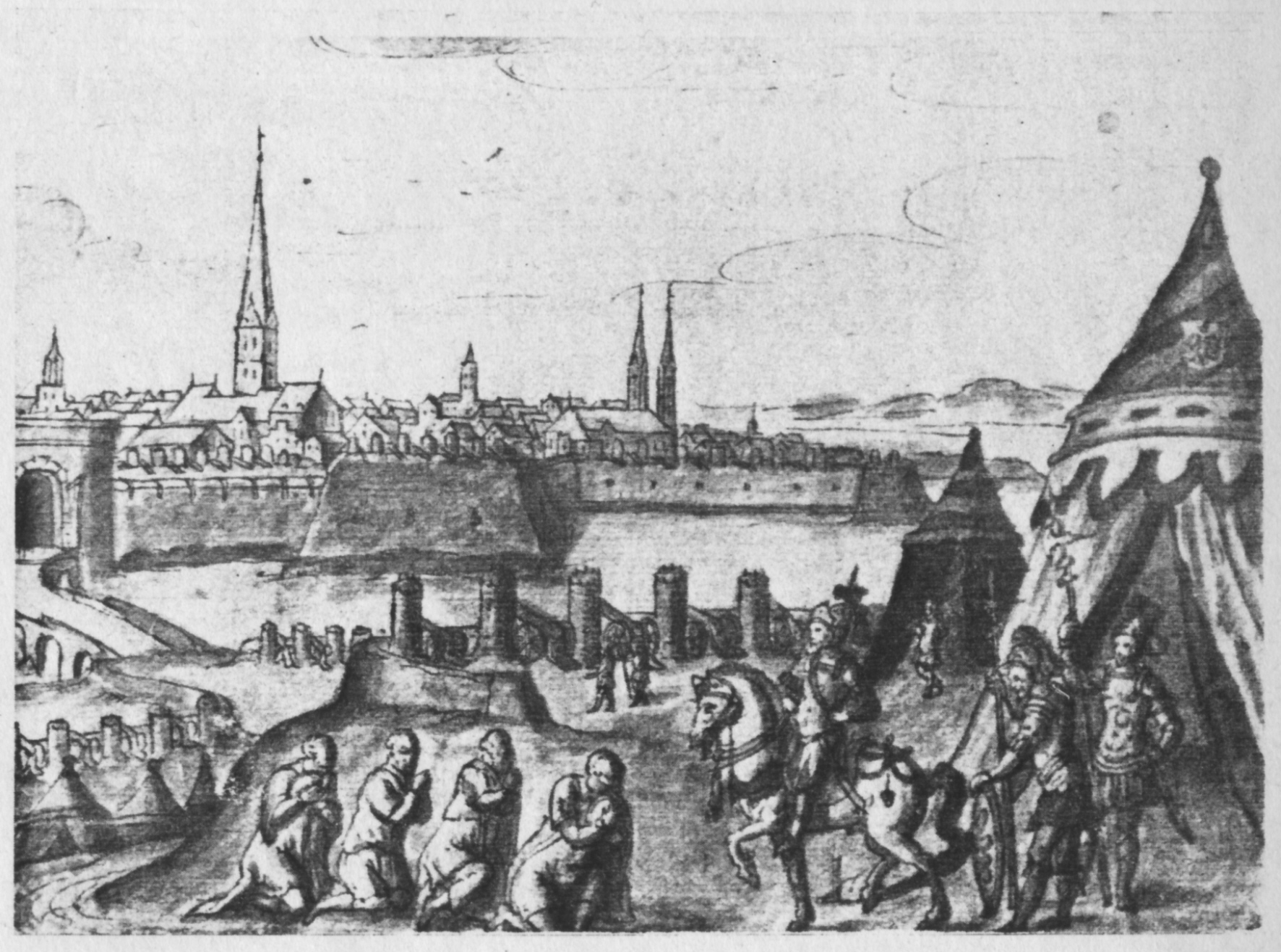
Waldemar II. erobert Lübeck, 1217
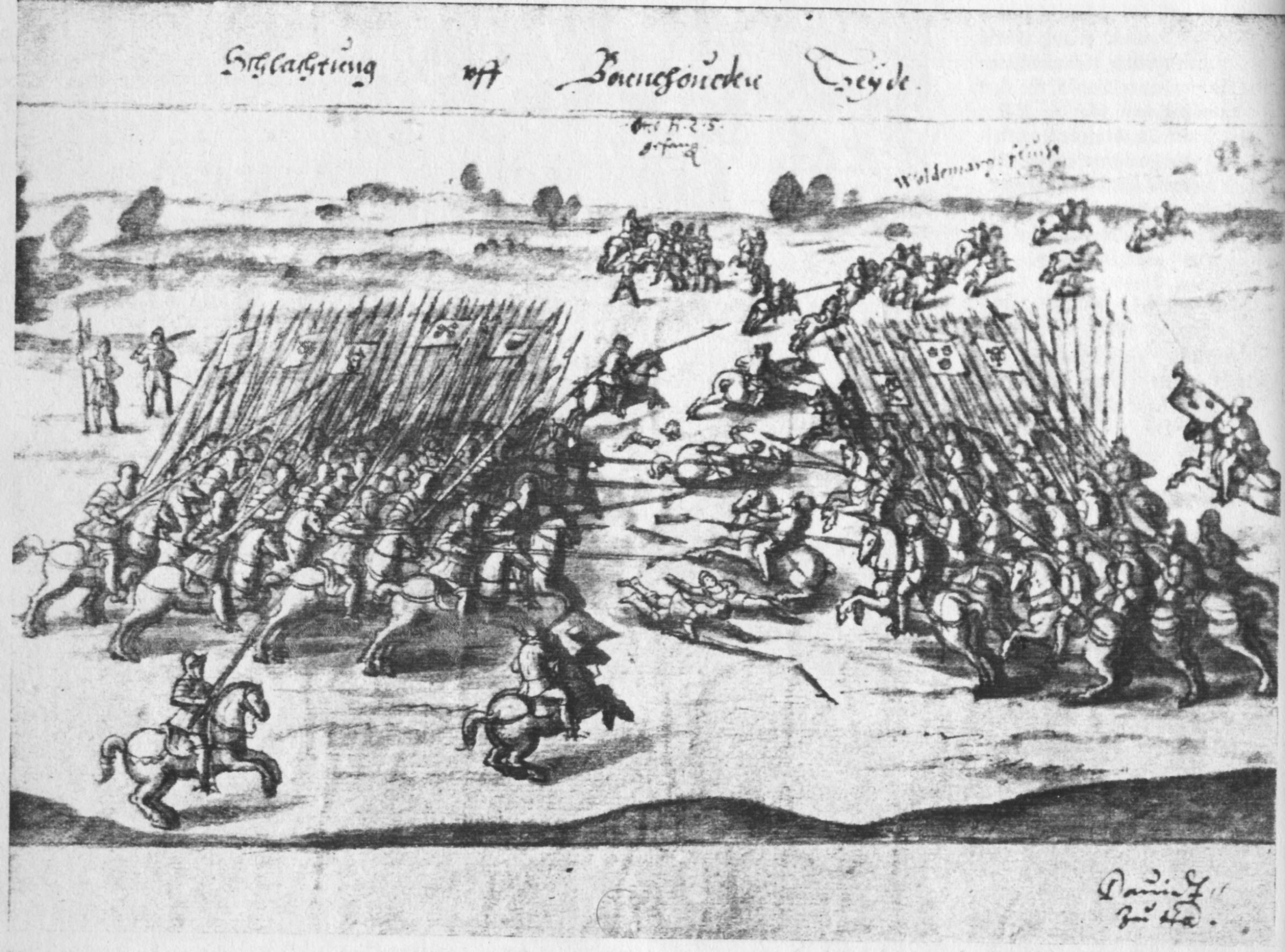
Die Schlacht bei Bornhöved, 1227
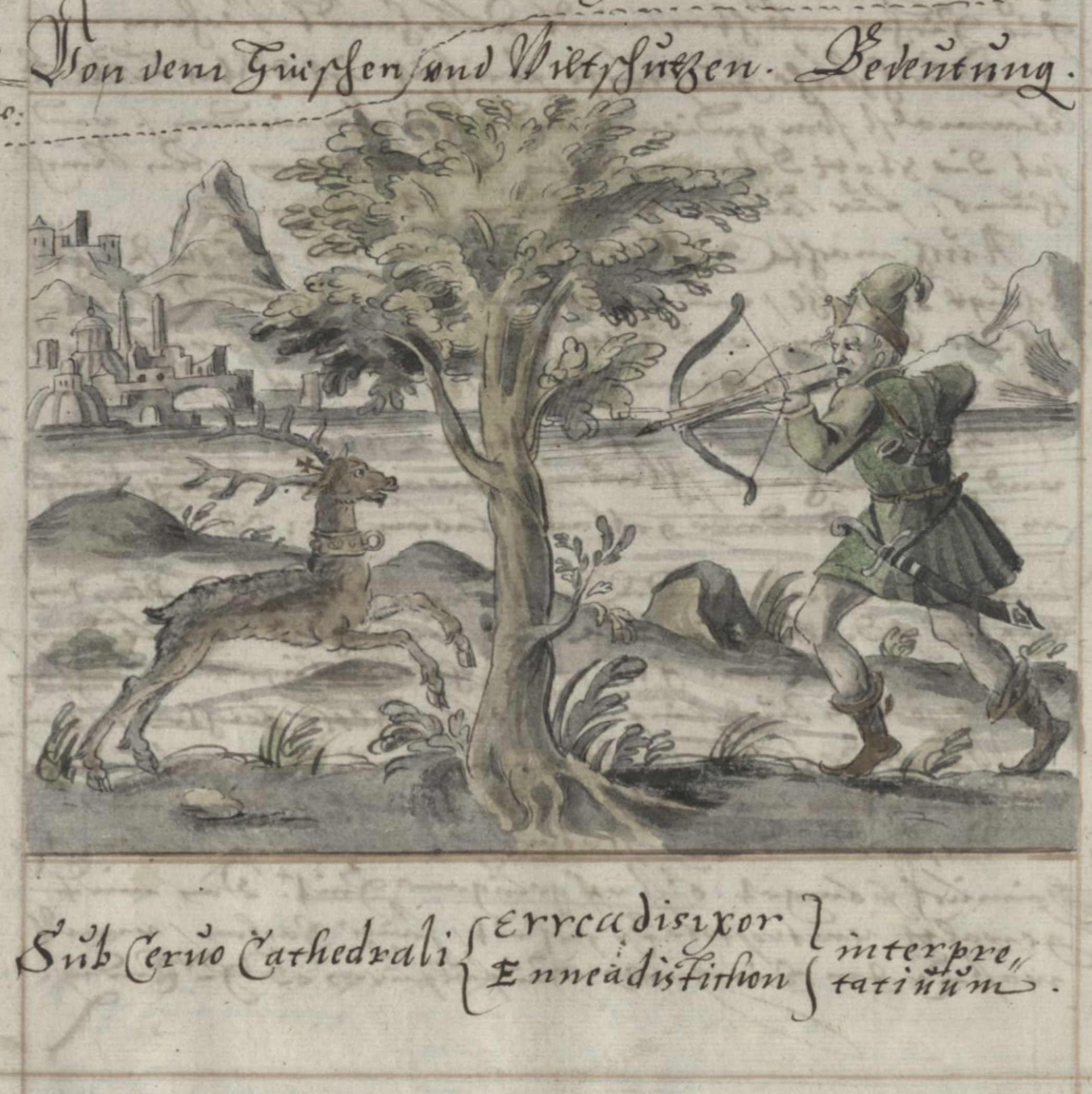
Herzog Heinrich der Löwe erlegt einen Hirschen mit goldenem Kreuz im Geweih an der Stelle, wo er zum Gedenken an dieses Erlebnis später den Lübecker Dom errichten lässt. Nach einem Wandgemälde im Dom.

## Digitalisate
- Heft A = Ms. Lub. 2° 54 Digitalisat
- Heft B = Ms. Lub. 2° 55 Digitalisat
- Heft C = Ms. Lub. 2° 56 Digitalisat
- Heft D (1227–1299) = Ms. Lub. 2° 57 Digitalisat
- Heft E (1299–1350) = Ms. Lub. 2° 58 Digitalisat
- Heft F (1350–1377) = Ms. Lub. 2° 59 Digitalisat
- Heft G (1378–1427) = Ms. Lub. 2° 60 Digitalisat
- Heft H (1427–1482) = Ms. Lub. 2° 61 Digitalisat
- Heft I (1482–1509) = Ms. Lub. 2° 62 Digitalisat
- Heft K (1511–1549) = Ms. Lub. 2° 63  Digitalisat
- Heft L (1549–1574) = Ms. Lub. 2° 64 Digitalisat
- Heft M (1575–1620) = Ms. Lub. 2° 65 Digitalisat

- Hinric Rebens Chronic u. Raths-Linie (Register) = Ms. Lub. 2° 66 Digitalisat